# Flugplatz Gotha-Ost

i7
i11
i13
Der Flugplatz Gotha-Ost (ICAO-Code: EDEG) ist ein Sonderlandeplatz im Landkreis Gotha. Er ist für Segelflugzeuge, Motorsegler und Motorflugzeuge mit einem Höchstabfluggewicht von bis zu zwei Tonnen zugelassen.
Nach der Besetzung durch die Alliierten am 11. April 1945 wurde der Flugplatz als Advanced Landing Ground ALG R-4 bezeichnet. (englisch).